# Georg Elmer

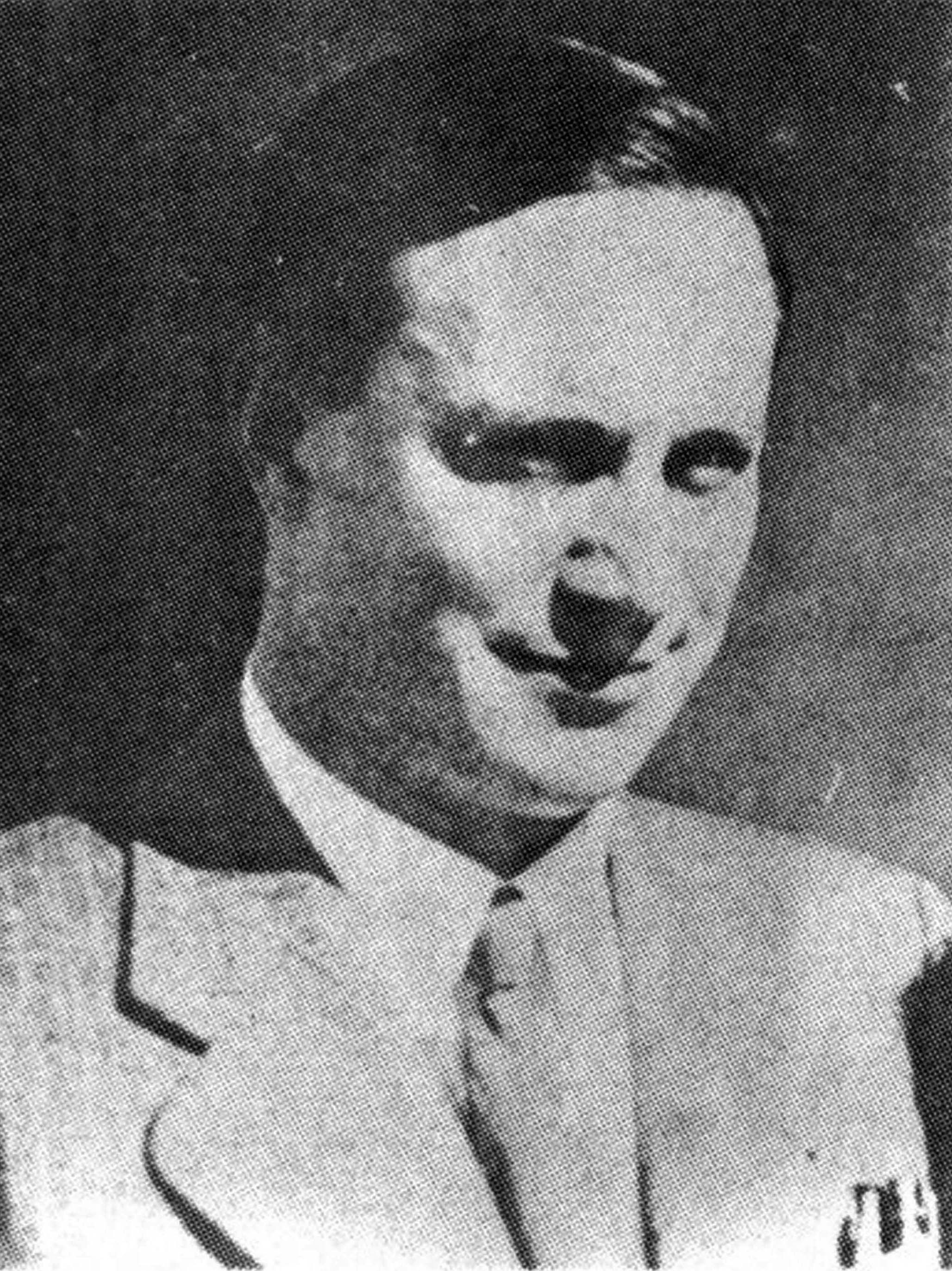
Georg Elmer

Georg Elmer (* 13. November 1908 in Szeged; † 16. Oktober 1944 bei Merošina, nahe Niš) war ein österreichischer Numismatiker. Sein Hauptwerk Die Münzprägung der gallischen Kaiser in Köln, Trier und Mainz beschäftigte sich mit römischen Münzen aus den Prägestätten des Gallischen Sonderreiches.

## Leben und Werk
Georg Elmer wurde in Szeged, im heutigen Ungarn, geboren. Sein Vater L. Elmer, ein schon im Ersten Weltkrieg gefallener Hauptmann des Heeres der Österreichisch-Ungarischen Doppelmonarchie, war mit einer Nichte des Großindustriellen und Bankiers Georg Weifert verheiratet. Dieser hatte im Laufe der Jahre eine herausragende Sammlung römischer Münzen angelegt, die er der Universität Belgrad vermachte. Georg Elmer entwickelte daher schon in der Jugend ein reges Interesse an der antiken Numismatik. Sein Abitur legte er in Pančevo, nahe Belgrad im heutigen Serbien gelegen, ab. Daher war er auch aller drei Landessprachen mächtig, neben deutsch auch ungarisch und serbo-kroatisch.
1926 begann er auf Wunsch seiner Familie, in Wien Pharmazie zu studieren, schrieb sich jedoch schon nach zwei Semestern, wohl unter dem überwältigenden Eindruck, den die herausragende Sammlung von Münzen aus der römischen Kaiserzeit im Münzkabinett des Wiener Kunsthistorischen Museums auf ihn machte, in den Fächern Archäologie und Numismatik ein. In dieser Zeit begann seine Zusammenarbeit mit Karl Pink, der seit 1928 als Kustos am Münzkabinett des Kunsthistorischen Museums in Wien tätig war und der ihn in die Grundlagen der numismatischen Wissenschaften einführte.
Im Jahre 1936 schrieb er seine Dissertation über den römischen Usurpator Eugenius. Karl Pink, sein Doktorvater, wurde jedoch schon 1938 nach dem Anschluss Österreichs wegen seiner jüdischen Vorfahren aus rassischen und politischen Gründen entlassen. Im Jahre 1941 entstand Georg Elmers umfangreiches Werk über die Münzprägung der gallischen Kaiser in Köln, Trier und Mailand, das zu den herausragendsten Arbeiten zu dieser Thematik zählt. Dem vorausgegangen war bereits 1933 sein Verzeichnis der römischen Reichsprägungen von Augustus bis Anastasius, das wegen seiner Genauigkeit und Übersichtlichkeit schon kurz nach seinem Erscheinen zu einer gefragten Arbeitsunterlage sowohl für Wissenschaftler als auch für den Münzsammler wurde und dazu führte, dass dieses Verzeichnis 1956, mit einer Vorbemerkung von Robert Göbl versehen neu aufgelegt wurde.
Am 16. Oktober 1944 starb Georg Elmer als Soldat der deutschen Wehrmacht bei einem Partisanenüberfall bei Merošina, nahe Niš im heutigen Serbien. Am 16. Oktober 1952 erfolgte seine amtliche Todeserklärung.

## Nachruf
Karl Pink schrieb 1953 in seinem Nachruf In Memoriam Georg Elmer: „Es ist immer bitter, wenn der alte Lehrer über den Tod seines begabtesten Schülers schreiben muß. Georg Elmer war in gewisser Beziehung eine einmalige Erscheinung in der antiken Numismatik.“
Harold Mattingly, der Präsident der Royal Numismatic Society, fasste das, was die Münzwissenschaft noch von Georg Elmer erwartete, auf der Hauptversammlung der Gesellschaft 1948 zusammen: „Jung, begeistert, ja brilliant, war er offensichtlich zu Grossem ausersehen. Er hatte keine Zeit, alle seine noch anspruchsvolleren Vorhaben auszuführen, aber selbst so wie es ist, hat er Werke von sehr hohem Wert hinterlassen. Ich will lediglich seine meisterhafte Studie des Gallischen Reiches erwähnen, in welcher er einige erregende neue Ansichten über Münzen darlegt und zum ersten Male das ins einzelne gehende System der Münzprägung aufzeigt.“
Jerome Mairat, der in seiner Dissertation The Coinage of the Gallic Empire von 2014 wegen der archäologischen Funde an der Porta Nigra die Hauptmünzstätte der gallischen Kaiser von Postumus bis Tetricus nicht in Köln, sondern in Trier vermutet, würdigte Elmers Werk mit den Worten: „Elmer’s masterwork appeared as a revolution in the numismatic studies of the third century. His reconstruction is in the most elegant style of the Aufbau, and his monumental work remains very authoritative today.“

## Veröffentlichungen (Auswahl)
- Die Goldprägung in Serdica unter den Nachfolgern Diocletians. In: Numismatische Zeitschrift 61, 1928, S. 12–19.
- Sammlung Georg Weifert der Beograder Universitäts-Bibliothek. Wien 1929.
- Ein Fund römischer Goldmünzen aus Borča. In: Numismatische Zeitschrift 63, 1930, S. 39–46.
- Die Prägungen des staatlichen römischen Münzamtes in Karthago. In: Numismatische Zeitschrift 65, 1932, S. 23–36.
- Verzeichnis der römischen Reichsprägungen von Augustus bis Anastasius. Selbstverlag des Verfassers, Wien 1933.
- Der römische Geldverkehr in Carnuntum. In: Numismatische Zeitschrift 66, 1933, S. 55–67.
- Die Kleinkupferprägung von Augustus bis Nero. In: Numismatische Zeitschrift 67, 1934, S. 18–30.
- Der römische Geldverkehr in Lauriacum und Ovilava. In: Numismatische Zeitschrift 67, 1934, S. 31–32.
- mit Friedrich Mayreder: Zur Münzprägung des Postumus. In: Deutsche Münzblätter 54, 1934, S. 97–102.
- Die Einführung des Tremissis in die römische Münzprägung. In: Deutsche Münzblätter 1/55, 1935, S. 284–288.
- Die Münzprägung von Viminacium und die Zeitrechnung der Provinz Ober-Moesien. In: Numismatische Zeitschrift 68, 1935, S. 35–43.
- Eugenius. Eine historisch-numismatische Studie. In: Numismatische Zeitschrift 69, 1936, S. 29–51.
- Die Kupfergeldreform unter Julianus Philosophus. In: Numismatische Zeitschrift 70, 1937, S. 25–42.
- Die Münzprägung der gallischen Kaiser in Köln, Trier und Mailand. In: Bonner Jahrbücher 146, 1941, S. 1–106 (Digitalisat).